# Ranunculus gmelinii
Aristolochia acutifolia DC. – gatunek rośliny z rodziny jaskrowatych (Ranunculaceae Juss.). Występuje naturalnie we wschodniej Europie, północnej Azji oraz w Ameryce Północnej. 

## Rozmieszczenie geograficzne
Rośnie naturalnie w Rosji (od jej europejskiej części, przez Syberię aż po obwody amurski i sachaliński oraz kraje Chabarowski, Kamczacki i Nadmorski), Mongolii, Chinach (w prowincjach Heilongjiang i Jilin oraz w północno-wschodniej części regionu autonomicznego Mongolia Wewnętrzna), Japonii, Kanadzie (we wszystkich prowincjach oraz na terytoriach Jukonu i Północno-Zachodnich) i w Stanach Zjednoczonych (na Alasce, w Kolorado, Idaho, Montanie, Oregonie, w stanie Waszyngton, w Wyoming, północnej Nevadzie, w Utah, północnym Nowym Meksyku, w Maine, Michigan, Minnesocie, Wisconsin oraz północnych częściach stanów Illinois, Iowa oraz Dakota Północna). 

## Morfologia

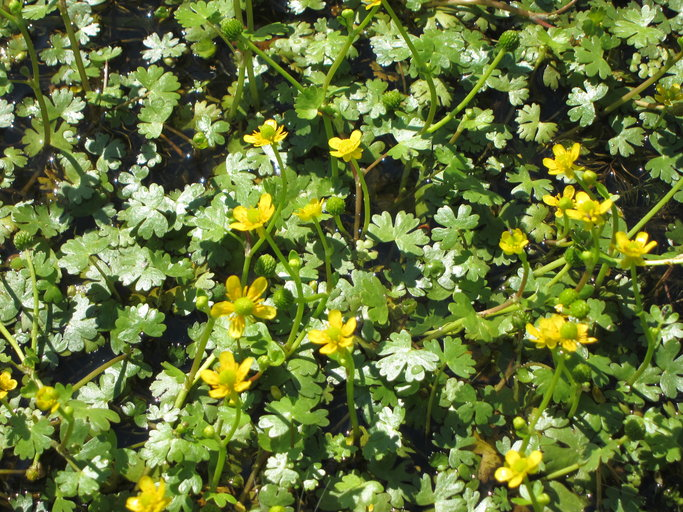
R. gmelinii w Nevadzie w Stanach Zjednoczonych

PokrójBylina hydrofityczna.
LiścieSą trójdzielne. Mają kształt od okrągło nerkowatego do sercowato pięciokątnego. Mierzą 0,5–1 cm długości oraz 0,5–1,5 cm szerokości. Nasada liścia ma sercowaty kształt. Ogonek liściowy jest nagi i ma 0,5–2 cm długości.
KwiatyMają żółtą barwę. Dorastają do 4–9 mm średnicy. Mają 5 owalnie eliptycznych działek kielicha, które dorastają do 2–3 mm długości. Mają 5 owalnych płatków o długości 2–4 mm.
OwoceNagie niełupki o elipsoidalnym lub odwrotnie jajowatym kształcie i długości 1 mm. Tworzą owoc zbiorowy – wieloniełupkę o półkulistym kształcie i dorastającą do 3–4 mm długości.

## Biologia i ekologia
Rośnie na wilgotnych łąkach, rowach, brzegach rzek i w stawach. Występuje na wysokości do 2800 m n.p.m. Kwitnie od czerwca do sierpnia, natomiast owoce pojawiają się we wrześniu. 

## Zmienność
W obrębie tego gatunku wyróżniono trzy odmiany:
- Ranunculus gmelinii var. schizanthus (Lunell) L.D. Benson
- Ranunculus gmelinii var. terrestris (Ledeb.) L.D. Benson
- Ranunculus gmelinii var. yukonensis (Britton) L.D. Benson